# Zygophyllum eurypterum
Zygophyllum eurypterum är en pockenholtsväxtart. Zygophyllum eurypterum ingår i släktet Zygophyllum och familjen pockenholtsväxter.

## Underarter
Arten delas in i följande underarter:
- Z. e. eurypterum
- Z. e. gontscharovii